# Spathodea
Spathodea é um género botânico pertencente à família Bignoniaceae.

## Espécies
Apresenta 80 espécies:
Spathodea acuminata;
Spathodea adenantha;
Spathodea adenophylla;
Spathodea alba;
Spathodea alternifolia;
Spathodea amoena;
Spathodea arcuata;
Spathodea atrovirens;
Spathodea bracteosa;
Spathodea campanulata;
Spathodea candolleana;
Spathodea caracasana;
Spathodea cauda;
Spathodea clematidifolia;
Spathodea coito;
Spathodea comosa;
Spathodea consanguinea;
Spathodea corymbosa;
Spathodea crispa;
Spathodea cymosa;
Spathodea danckelmannii;
Spathodea danckelmaniana;
Spathodea diepenhorstii;
Spathodea dolichandra;
Spathodea falcata;
Spathodea fenzliana;
Spathodea fififormis;
Spathodea filiformis;
Spathodea flaviflora;
Spathodea fraxinifolia;
Spathodea gigantea;
Spathodea glandulosa;
Spathodea grandiflora;
Spathodea heterophylla;
Spathodea hispida;
Spathodea ignea;
Spathodea ilicifolia;
Spathodea indica;
Spathodea jenischii;
Spathodea kohautiana;
Spathodea laurifolia;
Spathodea laevis;
Spathodea lobbii;
Spathodea longiflora;
Spathodea loureiriana;
Spathodea lutea;
Spathodea luzonica;
Spathodea macroloba;
Spathodea magnolioides;
Spathodea mansoana;
Spathodea mollis;
Spathodea montana;
Spathodea nilotica;
Spathodea obovata;
Spathodea obtusifolia;
Spathodea orinocensis;
Spathodea ovata;
Spathodea pentandra;
Spathodea pisoniana;
Spathodea platypoda;
Spathodea podopogon;
Spathodea portoricensis;
Spathodea puberula;
Spathodea rheedii;
Spathodea rostrata;
Spathodea roxburghii;
Spathodea schomburgkii;
Spathodea serratula;
Spathodea serrulata;
Spathodea speciosa;
Spathodea stipulata;
Spathodea suaveolens;
Spathodea tenuifolia;
Spathodea tomentosa;
Spathodea tulipifera;
Spathodea uncata;
Spathodea uncinata;
Spathodea velutina;
Spathodea vernicosa;
Spathodea xylocarpa;
Spathodea zanzibarica.